# Џо Харт
Чарлс Џозеф Џон Харт (енгл. Charles Joseph John Hart; 19. април 1987) бивши је енглески фудбалер који је играо на позицији голмана.

## Каријера
Са Ситијем је освојио ФА куп (2010/11), две Премијер лиге (2011/12. и 2013/14), те два лига купа (2013/14. и 2015/16) и један ФА Комјунити шилд (2012). За репрезентацију енглеске бранио је на Европском првенству 2012 у Пољској и Украјини, на ком је селекција енглеске испала у четвртфиналу након лошијег извођења пенала против селекције Италије. У току боравка у Манчестер ситију док се није изборио за место у тиму био је прослеђиван на три позајмице. Са Енглеском репрезентацијом поред европског, учествовао је и на два светска првенства. Играо је и у млађим селекцијама репрезентације, а за сениорску је до сада сакупио 63 наступа.

## Трофеји

### Манчестер Сити
- Премијер лига (2) : 2011/12, 2013/14.
- ФА Куп (1) : 2010/11.
- Енглески Лига куп (2) : 2013/14, 2015/16.

### Селтик
- Првенство Шкотске (3) : 2021/22, 2022/23, 2023/24.
- Куп Шкотске (2) : 2022/23, 2023/24.
- Лига куп Шкотске (2) : 2021/22, 2022/23.